# Трьохсвятительська, 5/1
Особня́к Трахтенбе́рга — наріжний будинок на Трьохсвятительській вулиці, 5/1.
Будівля гармонійно вписана в історичне середовище, яке сформувалось навколо садиби Олександрівського костелу. Пам'ятка архітектури місцевого значення (охоронний номер № 527/13-Кв).

## Історія ділянки

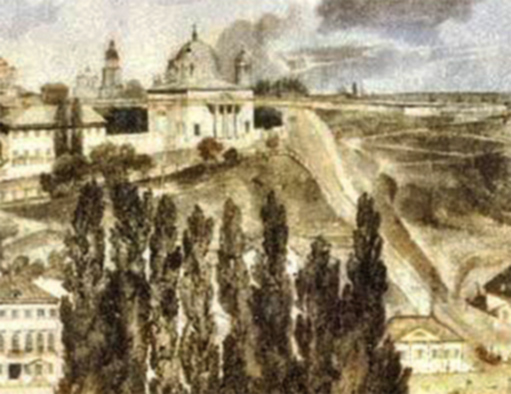
У середині ХІХ ст. садиба з будинком починалась на розі Трьохсвятительської і Хрещатика (нижній правий кут) і тягнулась до костелу

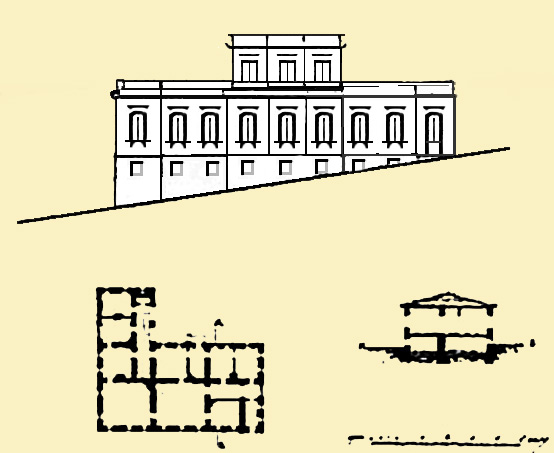
Проєкт надбудови мезоніну 1862 року

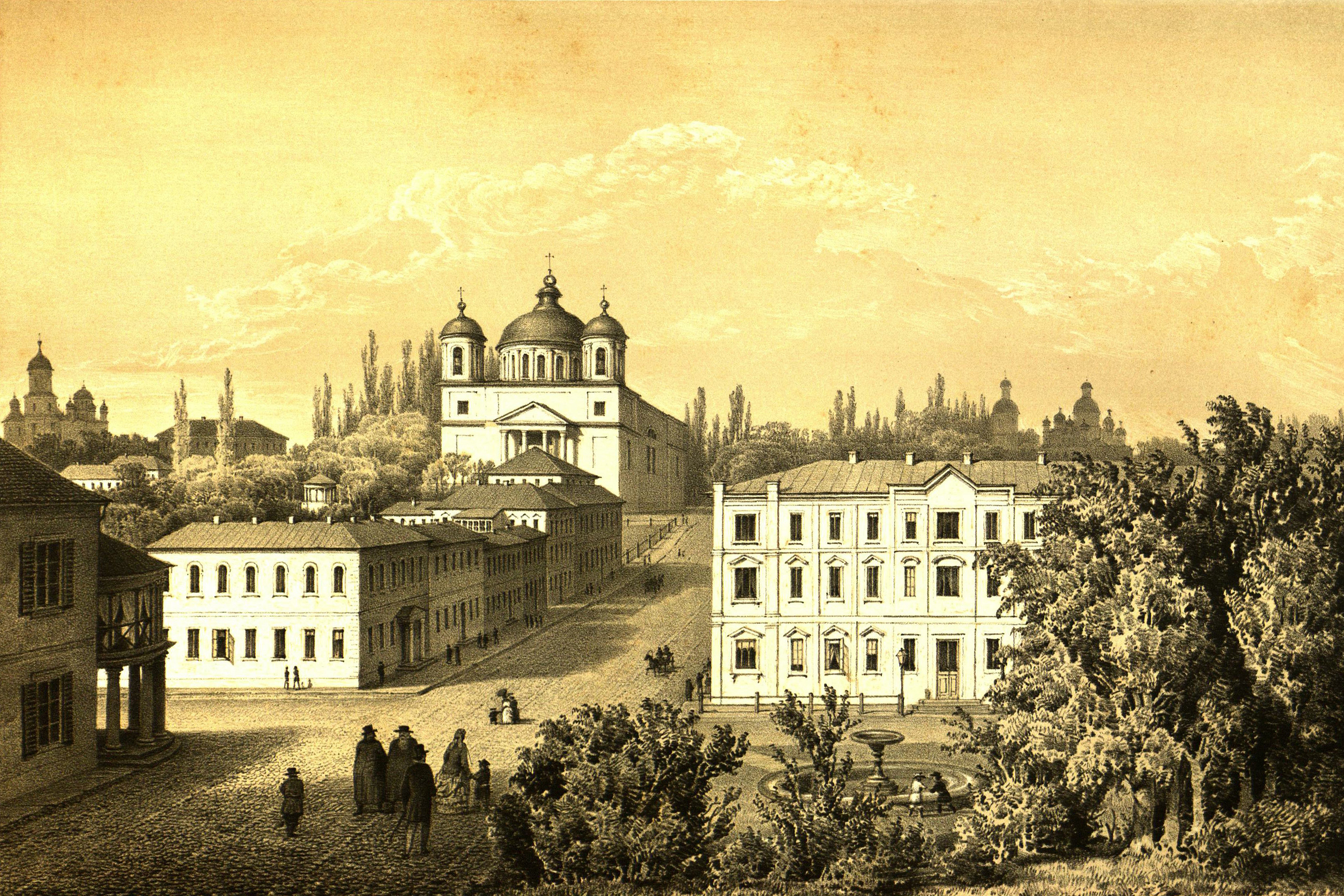
Наполеон Орда. Забудова садиби (зліва) від Хрещатика до Олександрівського костелу. 1870 рік

Крізь ділянку пролягали оборонні вали Старокиївської фортеці. Земля на крутому рельєфі із рештками давнього бастіону, знищеного під час будівництва Олександрівського костелу, була незручною для забудови. Однак 1853 року міська влада погодилась продати ділянку за низьку вартість купцеві першої гільдії Кіндратові Кузьмичу Ховалкіну (†1880), поставивши умову утримати її в належному стані. Відтак купець, який нижче уже мав наріжну садибу, отримав у власність майже квартал. Згодом на цій території сформували кілька ділянок: № 4 і 6 на Хрещатику, № 1, 3, 5 на Трьохсвятительській і № 10 на Костельній вулиці.
1860 року почали зводити будинок за проєктом Миколи Самонова. 1862 року інженер Беристовський надбудував мезонін. 
У ці роки Ховалкін, вигравши відкриті торги на проведення будівельних робіт, став головним підрядником на будівництві Володимирського собору і зобов'язався звести храм за 100 тисяч рублів. 
Незабаром купця спіткало лихо. Померла його дружина. Він спрямував усі свої зусилля на спорудження будинку для своєї єдиної доньки. Однак і вона нагло померла. Після трагедії він продав садибу і вирушив на послух до Голосіївської пустині. У монастирі він осліп і після цього прийняв постриг із чернечим ім'ям Еразм.
Садибу поділили на ділянки. Станом на 1882 рік наріжною ділянкою володів Люціон Стояновський. Близько 1892 року новим власником став київський купець першої гільдії Давид Наумович Трахтенберг, батько київського архітектора і техніка Абрама Трахтенберга. Він замовив собі будинок. Спочатку будівництвом керував архітектор Олександр Кривошеєв, а згодом архітектор Микола Горденін.
На початку ХХ сторіччя у будинку розміщалась друкарня, в якій видавався щорічник «Весь Київ».
1922 року будівлю націоналізували більшовики.
У липні 2001 року Київська міська рада ухвалила рішення про приватизацію об'єктів, що перебувають у комунальній власності територіальної громади Києва. Зокрема на продаж виставили приміщення будинку № 5/1, площею 776,7 м², які орендувало ТОВ «Телерадіокомпанія „Україна ТБ“».

## Архітектура
Будівля зведена на червоній лінії забудови вулиці, на ділянці з різким перепадом рельєфу. Цегляна, тинькована споруда має підвал, пласкі перекриття, вальмовий дах. У плані має прямокутну форму. З боку Трьохсвятительської вулиці споруджено три поверхи, з боку Костьольної — два.
В оформленні будинку використані стилізовані форми класицизму.
Композиція чолового фасаду асиметрична, тридільна, східчаста. Таку складну структуру зумовив рельєф ділянки.
Другий поверх декорований пілястрами коринфського ордеру, а третій — іонічного. Вікна верхнього поверху — прямокутні, а середнього — з лучковим завершенням. Площини над вікнами верхнього поверху оздоблені ліпними гірляндами.

## Галерея

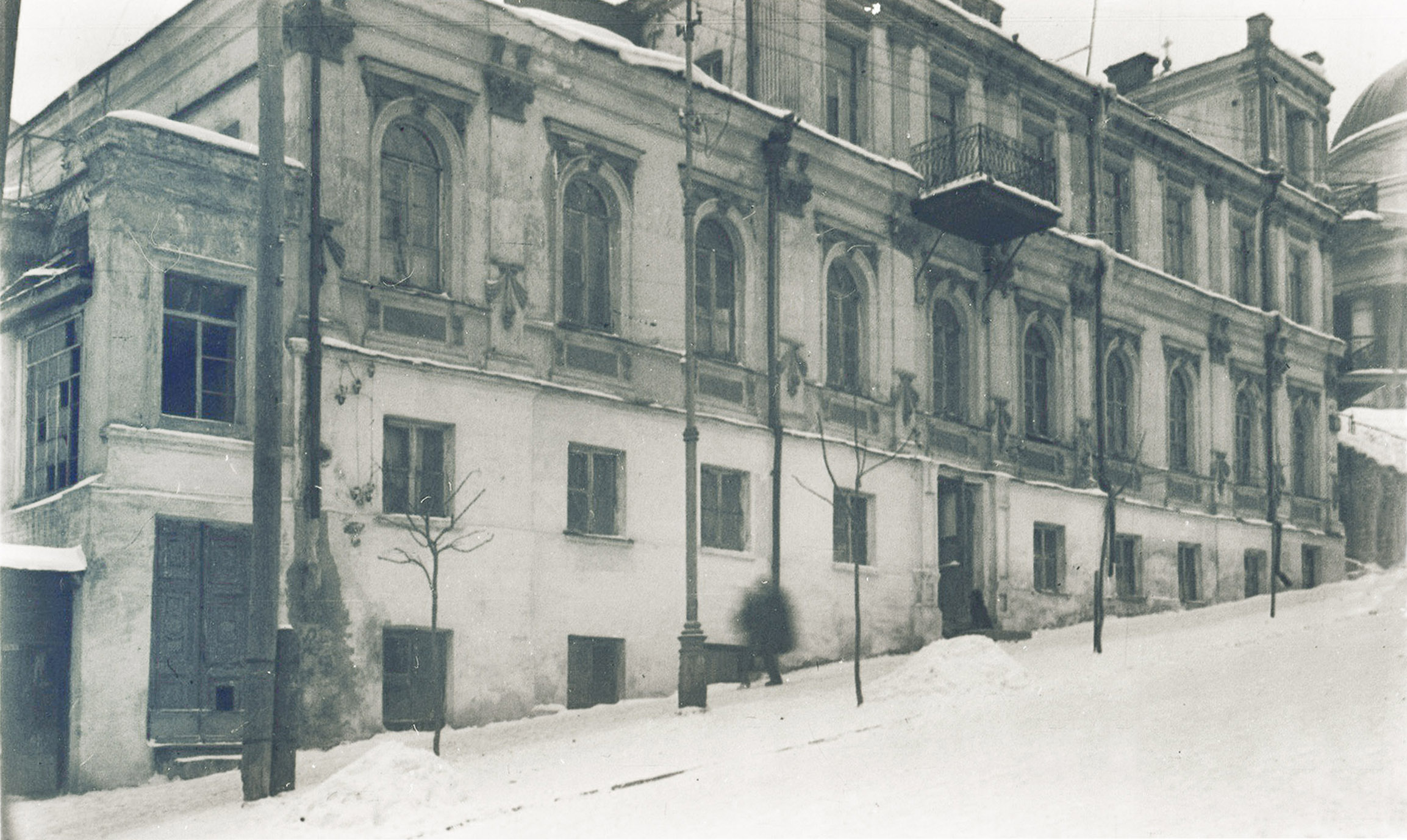
Будинок з боку Трьохсвятительської вулиці (фото близько 1932)
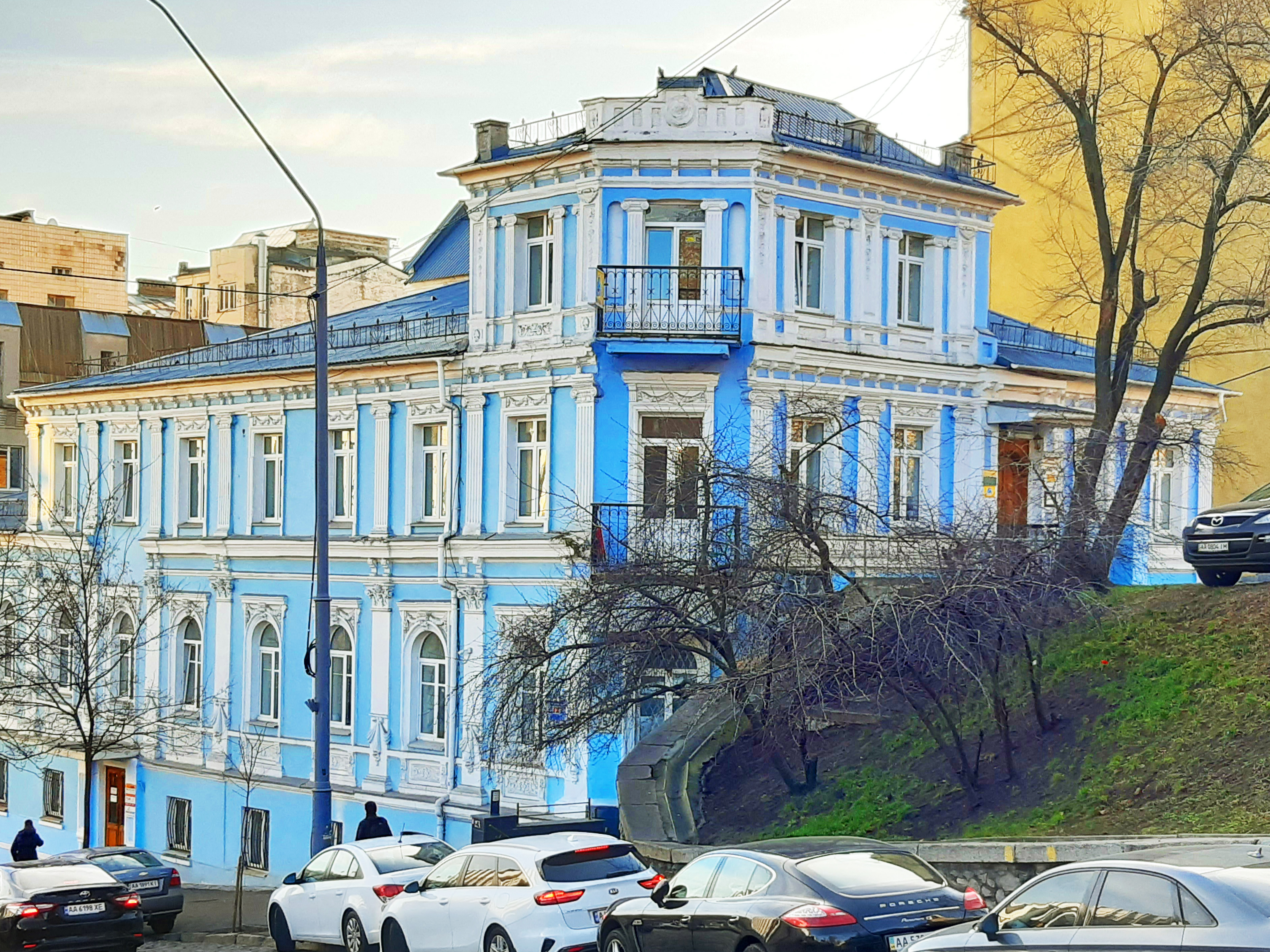
Наріжжя будинку
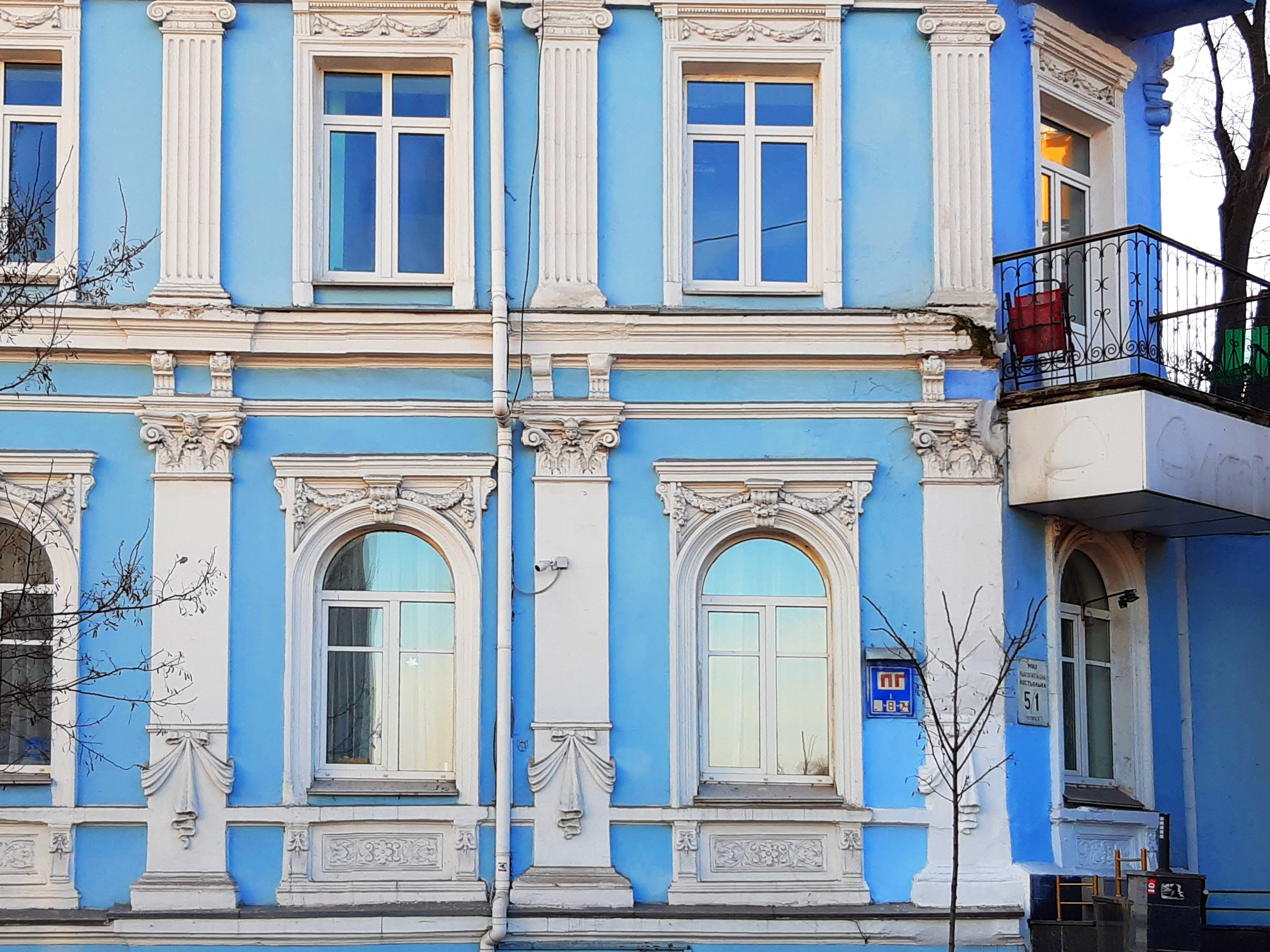
Фасад